# ロレタ・グラウジニエネ
ロレタ・グラウジニエネ（Loreta Graužinienė、1963年1月10日 - ）は、リトアニアの政治家。現在セイマス（国会）議員を務める。既婚（夫はユリュス・グラウジニス）で、子どもも2人いる（エイマンタス（1987年生）およびユリュス（2002年生））。

## 経歴
1963年、リトアニアのロキシュキスに生まれる。1977年に両親とともにレントヴァリスに、1979年にジエジュマレイに引っ越した。1981年、ジエジュマレイ中等学校を卒業、1992年、リトアニア農業アカデミー経済学部を卒業。
1994年から2004年までウクメルゲ農業高等学校にて講師を務めた。
2004年から3期連続でセイマス（国会）議員を務めている（2013年現在）。なお、2009年リトアニア大統領選挙に立候補しているが、7候補中6位で落選している。
2013年10月3日、セイマス議長に就任した。
2016年、労働党を離党した。